# Vésztő
Vésztő es una ciudad en el condado de Békés, en la región de la Gran Llanura del Sur del sureste de Hungría.

## Geografía
Tiene una superficie de 125,76 km2 y tiene una población de 6 087 habitantes (2024). La ciudad está situada en la llanura del Tisza.

## Historia
Al norte de la ciudad moderna se encuentra el yacimiento arqueológico de un tell neolítico. En su cima se encuentra el monasterio medieval de Csolt.

### La comunidad judía
En el siglo XIX, una comunidad judía vivía en el pueblo. La comunidad contaba con una escuela judía. La sinagoga se construyó en 1934 tras la destrucción de la anterior en una inundación. En 1920, un total de 181 judíos habitaban en la ciudad.
En mayo de 1944, después de que el ejército alemán entrara en Hungría, todos los judíos fueron concentrados en un gueto que incluía sólo dos edificios en el centro de la ciudad, que fueron declarados guetos.
El 21 de junio, todos los judíos fueron enviados al gueto de Szolnok, donde la autora, Ida Lang, fue asesinada mediante tortura. La mayoría de los judíos fueron trasladados de Szolnok al campo de exterminio de Auschwitz. Después de la guerra, un total de 34 supervivientes regresaron a la ciudad, erigieron un monumento en memoria de los asesinados e intentaron rehabilitar la comunidad, sin éxito.

## Ciudades hermanadas
Vésztő está hermanada con:
- Dumbrava, Rumanía (1991)
- Brăduț, Rumanía (1991)
- Vârghiș, Rumanía (1991)

## Personajes notables
- Menyhért Lakatos (1926-2007), escritor romaní húngaro
- László Hajdu (1947-), economista y político húngaro